# Tournoi international de floorball de Tourcoing
Le Tournoi international de floorball de Tourcoing est le premier tournoi international organisé par le Nordiques Floorball Club, club domicilié dans la métropole lilloise.

## Format
Les matchs se dérouleront en 3 × 15 minutes le samedi. Le dimanche, pour les matchs de classement, le format est monté à 3 × 20 minutes.

### Édition 2010
L'édition 2010 du tournoi s'est déroulée lors du week-end du 23 & 24 octobre 2010. Elle a démarré vendredi soir à 19h à l'hôtel de ville de Tourcoing, où l'ensemble des équipes étaient invitées à la salle des mariages pour l'inauguration du tournoi. Elle s'est ensuite suivie d'un vin d'honneur dans cette même salle.
L'ensemble de la compétition s'est déroulée alternativement dans les salles de sport Wartel et L'Atelier, conjointes au Lycée Le Corbusier où il a été proposé aux joueurs d'être hébergés.

#### Participants

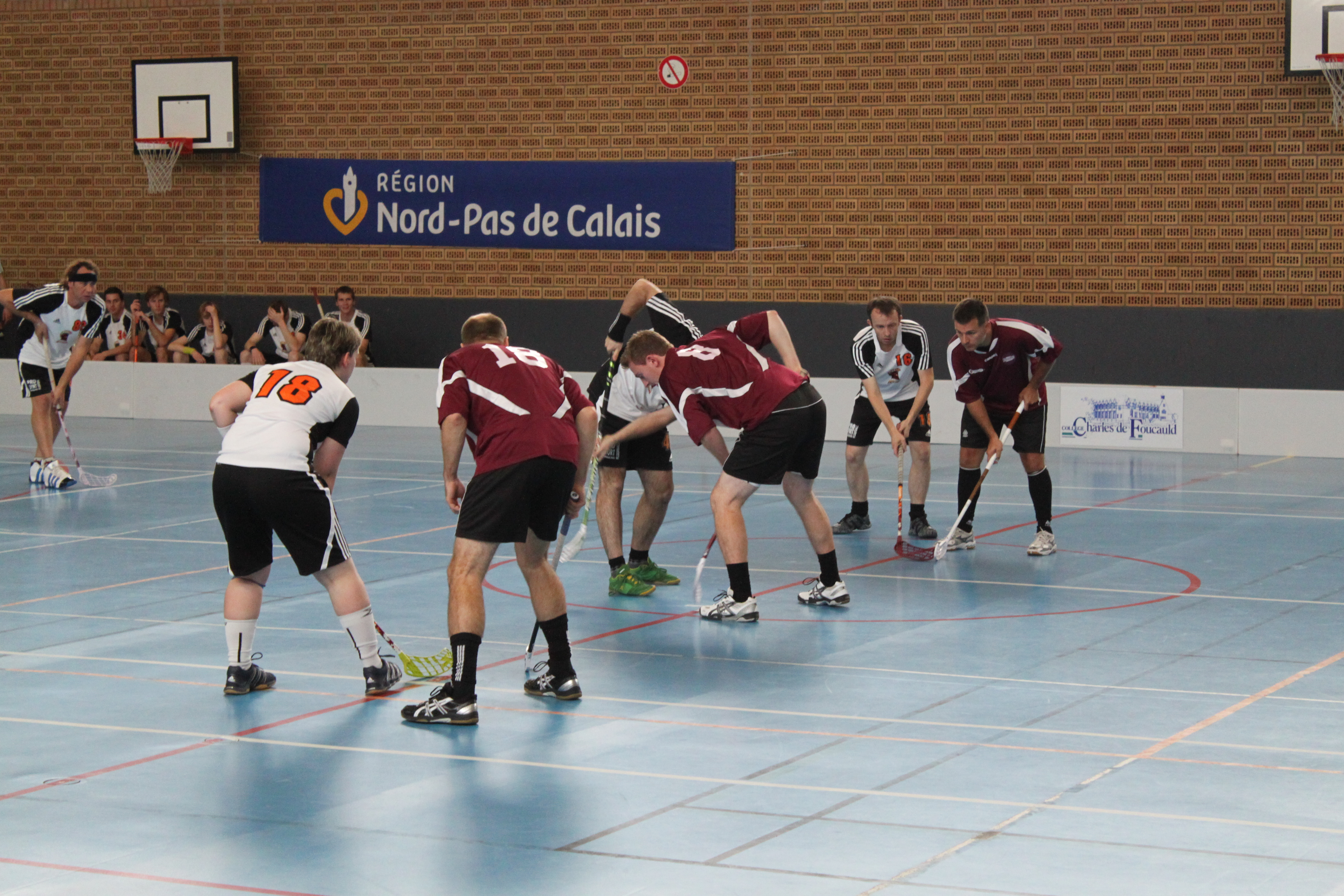
Photo d'équipe des Nordiques Floorball Club et HDM au Tournoi international de floorball de Tourcoing 2010.

Pour sa première édition, le Tournoi International de Floorball de Tourcoing a accueilli 8 équipes venues de différents horizons. Au total, 4 équipes françaises et 4 équipes étrangères se sont rencontrées lors du week-end concerné :
- Les Grizzlys du Hainaut
- Le HDM
- Les Hoplites d'Ambiani
- Le PUC
- La Juventus Floorball Club
- Les Blizzard d'Ottawa
- Les London Sharks Floorball Club
- Le Nordiques Floorball Club

#### Programme
Voici les 2 poules du tournoi :

#### Classement & Résultats

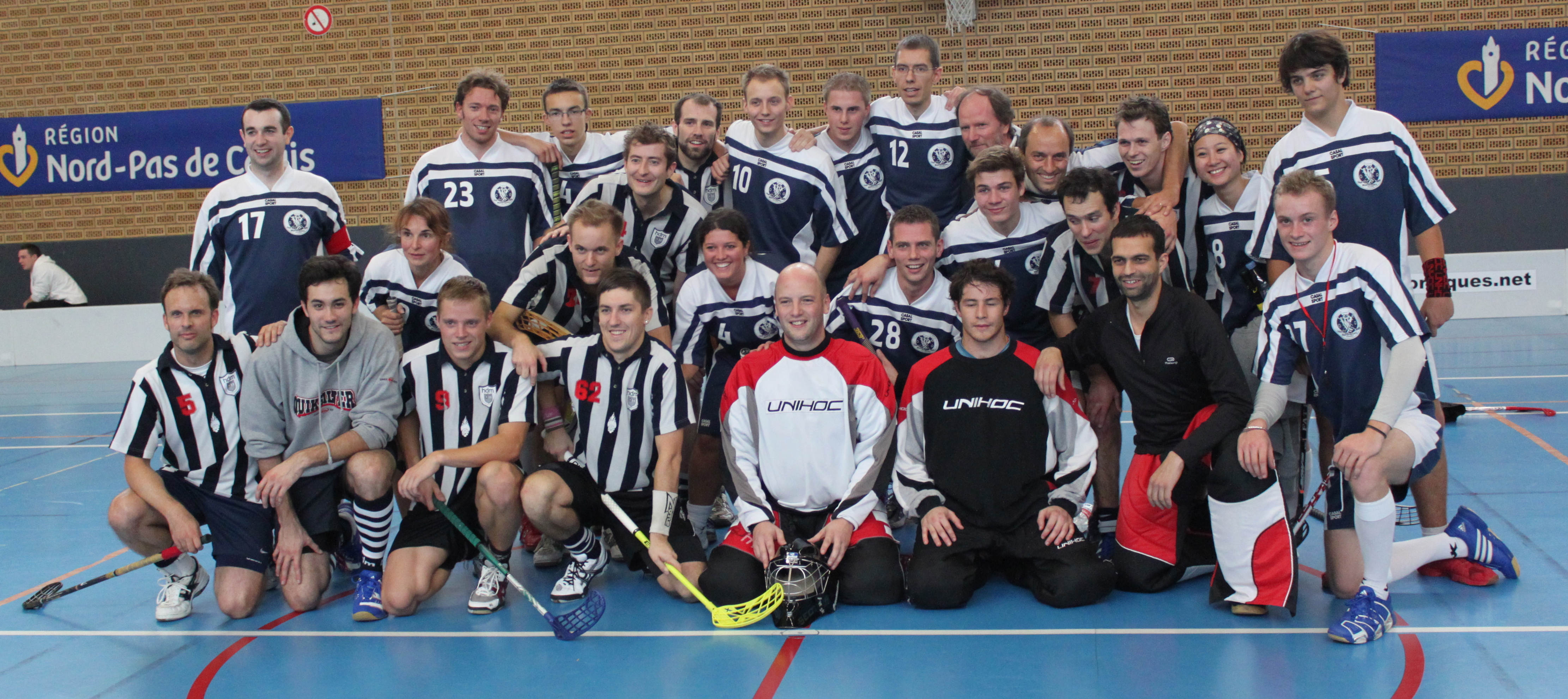
Engagement Blizzard d'Ottawa - Hoplites d'Ambiani au Tournoi international de floorball de Tourcoing 2010.

##### Phases éliminatoires
|  | Demi-finales      | Demi-finales |                        |   | Finale | Finale |
|  | Demi-finales      | Demi-finales |                        |   | Finale | Finale |
|  |                   |              |                        |   |        |        |
|  |                   |              |                        |   |        |        |
|  |                   |              |                        |   |        |        |
|  | Blizzard d'Ottawa | 2            |                        |   |        |        |
|  | Blizzard d'Ottawa | 2            |                        |   |        |        |
|  | Juventus FC       | 1            |                        |   |        |        |
|  | Juventus FC       | 1            | Blizzard d'Ottawa      | 4 |        |        |
|  |                   |              | Blizzard d'Ottawa      | 4 |        |        |
|  |                   | HDM          | 2                      |   |        |        |
|  | HDM               | HDM          | 2                      | 4 |        |        |
|  | HDM               |              |                        | 4 |        |        |
|  | London Sharks FC  | 3            |                        |   |        |        |
|  | London Sharks FC  | 3            | Match pour la 3e place |   |        |        |
|  |                   |              |                        |   |        |        |
|  |                   |              |                        |   |        |        |
|  |                   |              |                        |   |        |        |
|  | Juventus FC       | 5            |                        |   |        |        |
|  | Juventus FC       | 5            |                        |   |        |        |
|  | London Sharks FC  | 0            |                        |   |        |        |
|  | London Sharks FC  | 0            |                        |   |        |        |

##### Matchs
| Jour     | Heure | Matchs             | Équipe              | Équipe              | Score  |
| -------- | ----- | ------------------ | ------------------- | ------------------- | ------ |
| Samedi   | 10:00 | Poule A            | Nordiques FC        | Blizzard d'Ottawa   | 3 - 8  |
| Samedi   | 10:30 | Poule B            | Grizzlys du Hainaut | London Sharks FC    | 1 - 5  |
| Samedi   | 11:15 | Poule A            | Hoplites d'Ambiani  | HDM                 | 1 - 10 |
| Samedi   | 11:45 | Poule B            | PUC                 | Juventus FC         | 1 - 6  |
| Samedi   | 12:45 | Poule A            | Nordiques FC        | HDM                 | 2 - 8  |
| Samedi   | 13:15 | Poule B            | Grizzlys du Hainaut | PUC                 | 1 - 3  |
| Samedi   | 14:00 | Poule A            | Blizzard d'Ottawa   | Hoplites d'Ambiani  | 9 - 0  |
| Samedi   | 14:30 | Poule B            | London Sharks FC    | Juventus FC         | 0 - 5  |
| Samedi   | 15:30 | Poule A            | Blizzard d'Ottawa   | HDM                 | 3 - 5  |
| Samedi   | 16:00 | Poule B            | Grizzlys du Hainaut | Juventus FC         | 2 - 11 |
| Samedi   | 16:45 | Poule A            | Nordiques FC        | Hoplites d'Ambiani  | 6 - 2  |
| Samedi   | 17:15 | Poule B            | London Sharks FC    | PUC                 | 3 - 3  |
| Dimanche | 09:00 | Demi-finale        | Blizzard d'Ottawa   | Juventus FC         | 2 - 1  |
| Dimanche | 10:00 | Demi-finale        | HDM                 | London Sharks FC    | 4 - 3  |
| Dimanche | 11:00 | Pour la 7e place   | Hoplites d'Ambiani  | Grizzlys du Hainaut | 3 - 1  |
| Dimanche | 12:15 | Pour la 5e place   | Nordiques FC        | PUC                 | 4 - 5  |
| Dimanche | 13:30 | Petite Finale (3e) | Juventus FC         | London Sharks FC    | 5 - 0  |
| Dimanche | 14:45 | Finale             | Blizzard d'Ottawa   | HDM                 | 4 - 2  |

#### Statistiques
Voici le tableau des statistiques générales des 20 meilleurs joueurs du tournoi :
|    | Joueur                  | Pays | Équipe              | Points | Buts | Passes | Pénalités |
| -- | ----------------------- | ---- | ------------------- | ------ | ---- | ------ | --------- |
| 1  | Smith Matt              |      | Blizzard d'Ottawa   | 13     | 6    | 7      | 0         |
| 2  | Ghilain Thomas          |      | Juventus FC         | 11     | 10   | 1      | 0         |
| 3  | Chiau Jonathan          |      | Juventus FC         | 10     | 7    | 3      | 0         |
| 4  | Frey Benjamin           |      | HDM                 | 10     | 7    | 3      | 1         |
| 5  | Purviskis Uldis         |      | HDM                 | 9      | 7    | 2      | 0         |
| 6  | Pockajevs Viktors       |      | London Sharks FC    | 9      | 5    | 4      | 0         |
| 7  | Moyon Simon             |      | Nordiques FC        | 8      | 7    | 1      | 0         |
| 8  | Grangvist Martin        |      | HDM                 | 8      | 5    | 3      | 1         |
| 9  | Paradis Phil            |      | Blizzard d'Ottawa   | 7      | 7    | 0      | 0         |
| 10 | Toupin David            |      | Blizzard d'Ottawa   | 7      | 4    | 3      | 0         |
| 11 | Bondue Martin           |      | Nordiques FC        | 7      | 4    | 3      | 1         |
| 12 | Andersson Daniel        |      | Juventus FC         | 7      | 3    | 4      | 1         |
| 13 | Velu Roland             |      | HDM                 | 6      | 3    | 3      | 0         |
| 14 | Fournier Darren         |      | Blizzard d'Ottawa   | 5      | 5    | 0      | 0         |
| 15 | Van Nedervelde Thibault |      | Nordiques FC        | 5      | 3    | 2      | 0         |
| 16 | Charrette Karl          |      | PUC                 | 5      | 1    | 4      | 0         |
| 17 | Liversain Lucie         |      | PUC                 | 4      | 4    | 0      | 0         |
| 18 | D'Heer Kristof          |      | Juventus FC         | 4      | 2    | 2      | 0         |
| 19 | Fournier Jérémy         |      | Grizzlys du Hainaut | 4      | 1    | 3      | 0         |
| 20 | Éric Chevaucherie       |      | Blizzard d'Ottawa   | 3      | 2    | 1      | 0         |

## Palmarès
- Meilleur Pointeur
  - 2010 :  Smith Matt (13 points)
- Meilleur Buteur
  - 2010 :  Ghilain Thomas (10 buts)
- Meilleur Passeur
  - 2010 :  Smith Matt (7 passes)

- Meilleure Célébration de But
  - 2010 :  PUC